# Globo cautivo

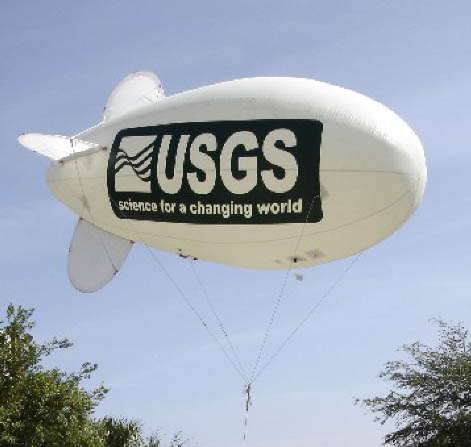
Los globos cautivos pueden transportar instrumentos y sensores por largos períodos que serían imprácticos para otras aeronaves.

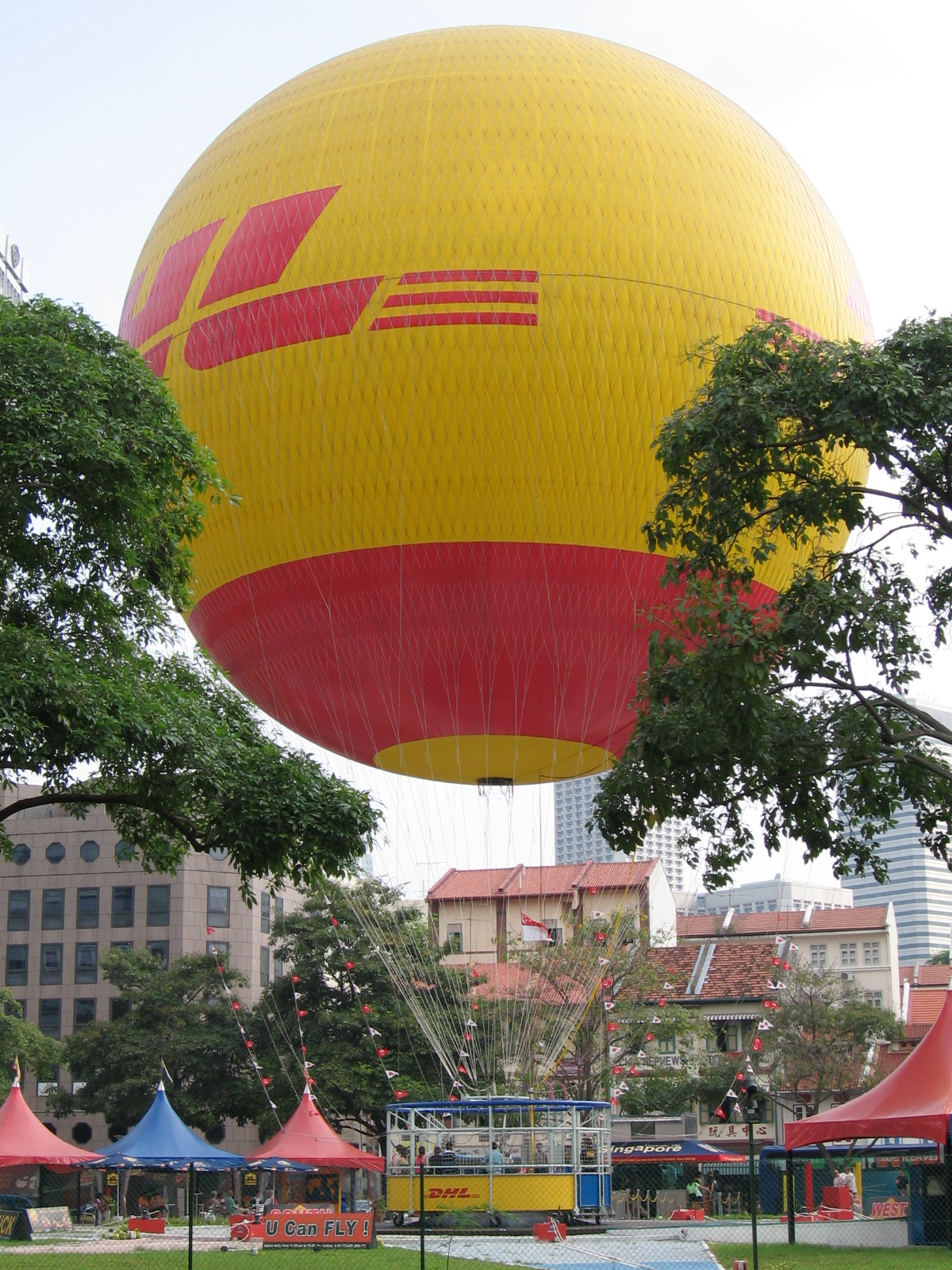
El globo DHL, fabricado por Aerophile, es el globo cautivo más grande del mundo y puede llevar 30 pasajeros a bordo.

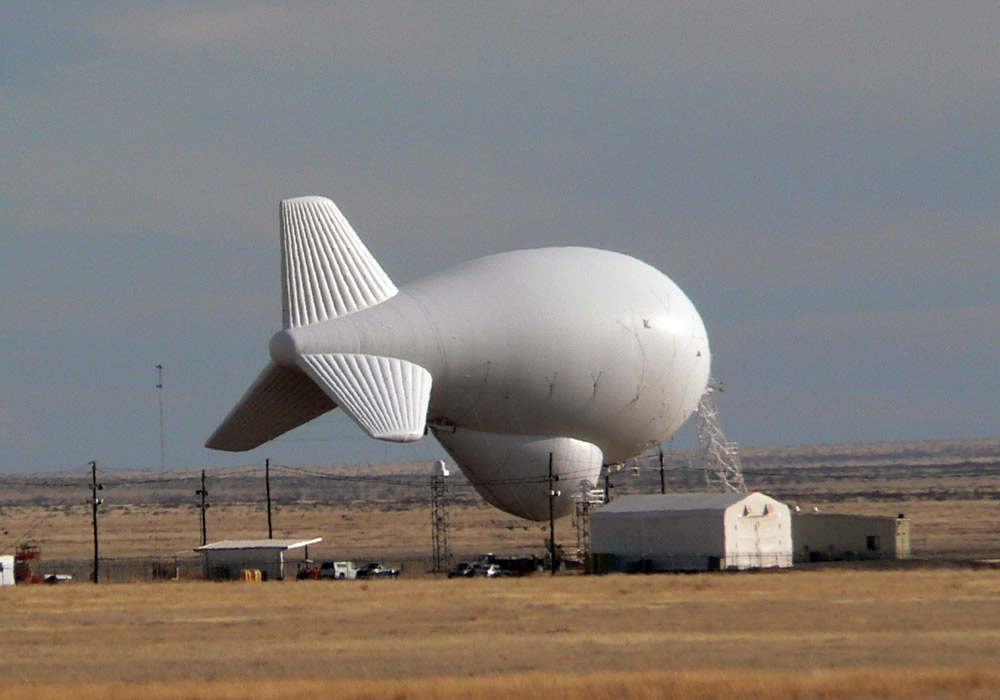
Globo cautivo del Sistema de Radar en Globo Cautivo (Tethered Aerostat Radar System; TARS) del Ejército estadounidense, empleado por la Fuerza Aérea en Marfa, Texas.

El globo cautivo es un globo aerostático que está sostenido por uno o más cables unidos al suelo, por lo que no puede flotar libremente. La base del cable se enrolla alrededor del tambor de un cabestrante, que puede estar fijado en tierra o montado a bordo de un vehículo, siendo empleado para elevar y descender al globo.
Un globo es un tipo de aerostato, junto al dirigible propulsado, aunque la Oficina de Contabilidad del Gobierno de los Estados Unidos ha empleado el término "aerostato" para describir al globo cautivo en comparación al dirigible.
Los globos cautivos han sido empleados para diversos propósitos, inclusive:
- Globo de observación
- Globo de barrera
- Publicidad y otras exhibiciones gráficas
- Plataforma de instrumentos o equipos de comunicación, para uso civil o militar
- Vuelo recreativo

## Principios de diseño
Los primeros globos eran sencillas esferas, debajo de las cuales colgaba la carga útil. La forma esférica utiliza la menor cantidad de material para almacenar un volumen dado de gas, haciendo que sea una construcción muy ligera. Sin embargo, esta forma es aerodinámicamente inestable ante cualquier viento y se balanceará, pudiendo dañarse o soltarse el globo.
Para evitar este problema se desarrolló el globo cometa. Este tiene una forma alargada para reducir la resistencia al viento y algún tipo de superficie de cola para estabilizarlo, a fin de que siempre apunte hacia el viento. Como el dirigible propulsado, tales globos son llamados con frecuencia blimp.
Un globo cautivo híbrido o kytoon tiene una forma aerodinámica similar a la de una cometa, a fin de ofrecer elevación y reducir la resistencia al aire.

## Historia
El globo de barrera, diseñado por el ingeniero francés Albert Caquot en 1914 y empleado en la Primera y Segunda Guerra Mundial, era un primigenio ejemplo de globo cautivo. Los globos de observación militares también fueron ampliamente utilizados en la Primera Guerra Mundial. Para elevarse, estos primigenios globos eran llenados con hidrógeno.
Hoy en día, los globos cautivos son empleados para elevar cámaras, antenas de radio, sensores electro-ópticos, equipos de retransmisión radial y paneles publicitarios - frecuentemente por largos períodos. Los globos cautivos también son empleados para marcar posiciones y control de aves. Usualmente son llenados con helio, que es un gas no inflamable. 

## Uso en la actualidad

### Publicidad
Los globos cautivos son empleados con frecuencia para publicidad, ya sea elevando carteles o empleando un globo con publicidad estampada o acoplada a este. Frecuentemente se combinan ambos métodos. No es inusual emplear globos especialmente diseñados. Los globos con forma de dirigible flexible son especialmente populares para publicidad. Al suspender una fuente de luz dentro de la cubierta, el globo puede ser iluminado de noche, llamando la atención sobre su mensaje.

### Estudio de la atmósfera
Durante el proyecto de Evaluación Preliminar de la Calidad del Aire en Chipre, en 2003 fue empleado un globo cautivo de la Universidad de Stuttgart. Los resultados de esta parte del proyecto aparecen en el informe publicado en Calidad del Aire en Chipre. 

### Aviación civil

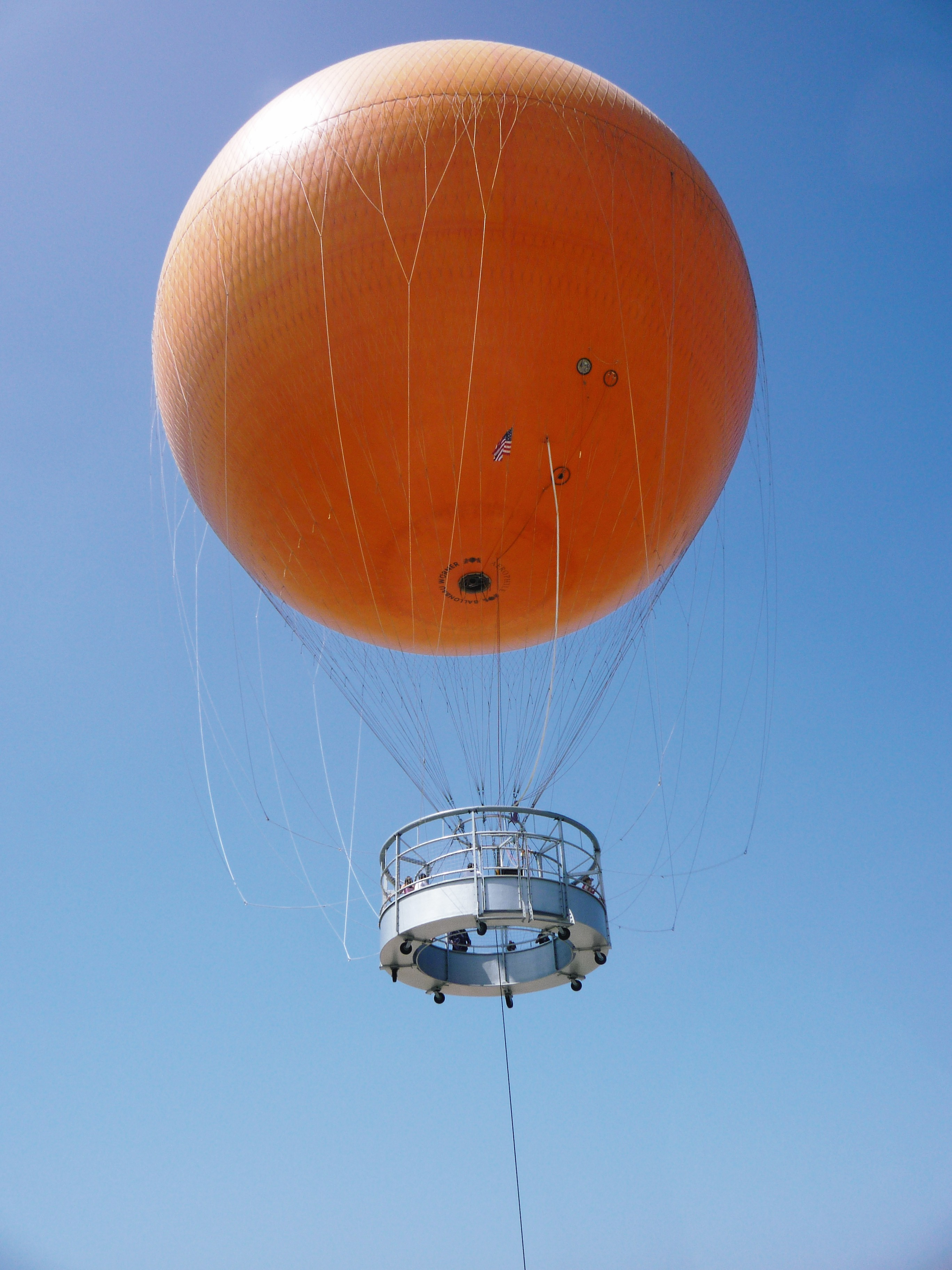
Un globo cautivo de helio con góndola para pasajeros.

El Servicio Geológico de los Estados Unidos emplea globos cautivos para transportar equipos a lugares donde las aeronaves convencionales no pueden ir, tales como el cono de un volcán en erupción. Los globos cautivos son ideales, ya que fácilmente pueden permanecer relativamente inmóviles, tienen menores probabilidades de ser dañados por la ceniza volcánica y son menos costosos de operar que un helicóptero.[cita requerida]
Los globos cautivos pueden ser empleados como transmisores temporales, en lugar de una antena convencional, ya sea empleando el cable que sostiene al globo como antena, o transportando antenas en el globo que están conectadas mediante un cable de fibra óptica o de transmisión radial que va dentro del cable de sujeción. La ventaja de los globos cautivos es que pueden elevar antenas a gran altitud y mantenerse flotando por meses.[cita requerida]
Los globos cautivos también son empleados como atracciones recreativas y para elevar pasajeros.

### Militar y policial
Durante la Invasión de Kuwait en 1990, la primera indicación del avance terrestre irakí vino desde un globo cautivo equipado con radar, que detectó a los tanques y aviones irakíes dirigiéndose al sur. Los globos cautivos de vigilancia fueron empleados en la Invasión de Irak de 2003. Estos empleaban un sistema óptico de alta tecnología para detectar y observar enemigos a varios kilómetros de distancia. Fueron empleados para supervisar patrullas a pie y convoyes en Bagdad y Afganistán, estando permanentemente instalados sobre bases militares estadounidenses en Kabul y Bagram.
La Administración para el Control de Drogas estadounidense ha firmado un contrato con Lockheed Martin para operar una serie de globos cautivos equipados con radar, a fin de detectar aviones volando a baja altitud que intentan entrar a Estados Unidos. Un total de doce globos cautivos, llamados Sistema de Radar en Globo Cautivo, están posicionados aproximadamente a 563,27 km entre ellos, desde California hasta Florida y Puerto Rico, ofreciendo una cobertura de radar ininterrumpida a lo largo de toda la frontera sur de Estados Unidos.
El Ejército estadounidense ha desarrollado un globo cautivo que será probado en el Terreno de Pruebas de Aberdeen desde 2015. El sistema, llamado JLENS, emplea dos globos cautivos diseñados para ofrecer capacidad de defensa antimisiles más allá del horizonte.